# باول (راقص باليه)
باول (بالفرنسية: Paul)‏ هو راقص باليه فرنسي، ولد في 21 ديسمبر 1798 في مارسيليا في فرنسا، وتوفي في 1871 في Anet ‏ في فرنسا.